# Richard Hartshorne
Richard Hartshorne (* 12. Dezember 1899 in Kittanning, Pennsylvania; † 5. November 1992 in Madison, Wisconsin) war ein US-amerikanischer Geograph.

## Leben
Nach dem Schulbesuch studierte Hartshorne, ein Sohn des episkopalistischen Pfarrers Francis Cope Hartshorne (1868–1950) und jüngerer Bruder des Philosophen Charles Hartshorne, Geographie an der Princeton University sowie an der University of Chicago. Nach dem dortigen Abschluss dieses Studiums 1924 mit einem Philosophiae Doctor (Ph.D.) nahm er den Ruf auf eine Professur für Geographie an der University of Minnesota an und lehrte an dieser bis 1940. Nach bedeutenden Forschungen in Nordamerika in den 1920er und 1930er Jahren sowie in Europa von 1938 bis 1939 veröffentlichte er sein Hauptwerk The Nature of Geography: a critical survey of current thought in the light of the past (1939), das zu einem Meilenstein in der Geschichte geographischer Ideen wurde. Darin argumentierte er, dass die regionale Geographie als Kern einer nicht-theoretischen Disziplin betrachtet wird.
1940 übernahm er die Professur für Geographie an der University of Wisconsin–Madison und unterrichtete an dieser bis zu seiner Emeritierung 1970. Während dieser Zeit veröffentlichte Hartshorne, der 1949 auch Präsident der Association of American Geographers (AAG) war, 1959 mit Perspective on the Nature of Geography eine rückblickende Betrachtung seines Fachs. Er wurde u. a. 1971 von der Clark University mit der Ehrendoktorwürde sowie 1984 von der Royal Geographical Society mit der Victoria Medal ausgezeichnet.